# Гіперкуб

Тесеракт 4-х вимірний куб

Гіперкуб - узагальнення куба на випадок з довільним числом вимірів. 

3-х вимірний куб

Гіперкубом розмірності Ν називається безліч точок у Ν-вимірному евклідовому просторі, що задовольняє нерівностям {\displaystyle \forall i:-{\frac {a}{2}}<x_{i}<{\frac {a}{2}}} , де a - довжина ребра гіперкуба. 

Анімація, яка показує як з точки утворюється тесеракт

Також можна визначити гіперкуб як декартів добуток множин Ν рівних відрізків. 
Також можна сказати, що Ν-куб - це геометрична фігура, кожна вершина якої пов'язана ребрами з Ν іншими вершинами; Ν, в свою чергу, визначає розмірність цієї фігури. Або ж, Ν-вимірний куб утворюється Ν парами паралельних (Ν-1) - площин, тобто має 2Ν гіперграні , кожна з яких є (Ν-1)-кубом.

## Властивості гіперкуба
| Властивість         | Позначення                        |
| ------------------- | --------------------------------- |
| Довжина ребра       | a                                 |
| Розмірність         | N                                 |
| Гіпероб'єм          | {\displaystyle V_{N}=a^{N}}       |
| Гіперплоща поверхні | {\displaystyle S_{N}={2Na}^{N-1}} |

### Діаметр гіперкуба
Діаметр n-вимірного гіперкуба зі стороною a, як метричного простора, дорівнює
{\displaystyle d=a{\sqrt {n}}.}

## Гіперкуби з різною розмірністю
| N-Куб  | Зображення у двовимірній проєкції | Назва      | Точок | Відрізків | Квадратів | Кубів | Тесерактів | Пентерактів | Хексерактів | Хептерактів | Октерактів | Ентенерактів | Декерактів |
| ------ | --------------------------------- | ---------- | ----- | --------- | --------- | ----- | ---------- | ----------- | ----------- | ----------- | ---------- | ------------ | ---------- |
| 0-куб  |                                   | Точка      | 1     |           |           |       |            |             |             |             |            |              |            |
| 1-куб  |                                   | Відрізок   | 2     | 1         |           |       |            |             |             |             |            |              |            |
| 2-куб  |                                   | Квадрат    | 4     | 4         | 1         |       |            |             |             |             |            |              |            |
| 3-куб  |                                   | Куб        | 8     | 12        | 6         | 1     |            |             |             |             |            |              |            |
| 4-куб  |                                   | Тесеракт   | 16    | 32        | 24        | 8     | 1          |             |             |             |            |              |            |
| 5-куб  |                                   | Пентеракт  | 32    | 80        | 80        | 40    | 10         | 1           |             |             |            |              |            |
| 6-куб  |                                   | Гексеракт  | 64    | 192       | 240       | 160   | 60         | 12          | 1           |             |            |              |            |
| 7-куб  |                                   | Гептеракт  | 128   | 448       | 672       | 560   | 280        | 84          | 14          | 1           |            |              |            |
| 8-куб  |                                   | Октеракт   | 256   | 1024      | 1792      | 1792  | 1120       | 448         | 112         | 16          | 1          |              |            |
| 9-куб  |                                   | Ентенеракт | 512   | 2304      | 4608      | 5376  | 4032       | 2016        | 672         | 144         | 18         | 1            |            |
| 10-куб |                                   | Декеракт   | 1024  | 5120      | 11520     | 15360 | 13440      | 8064        | 3360        | 960         | 180        | 20           | 1          |